# 메타믹트
메타믹트(metamict)는 광물의 결정 구조가 자연적으로 변형되어 무정형이 된 상태를 말한다.
예를 들어 지르콘에 불순물로 포함된 우라늄이나 토륨 등이 방사성 붕괴를 하면서 결정 구조가 붕괴하는 경우가 있다.